# Maków Mazowiecki (stacja kolejowa)
Maków Mazowiecki – zlikwidowana wąskotorowa stacja kolejowa w Makowie Mazowieckim, w województwie mazowieckim, w Polsce.
Obecnie na terenie stacji znajdują się składy węgla, drewna i innych materiałów. Budynek stacyjny wykorzystywany w celach mieszkalnych.
Ruch pasażerski ustał w latach 80. XX wieku. Ostatni pociąg odjechał ze stacji Maków Mazowiecki 19 lipca 2003. Po zamknięciu linii kolejowej w kierunku Krasnego infrastruktura stacji zaczęła stopniowo popadać w ruinę. W 2008 podjęto próby oczyszczenia i odnowienia torów i rozjazdów przy stacji w Makowie w celu przywrócenia ruchu kolejowego na odcinku Maków Mazowiecki – Krasne. Tym samym Maków Mazowiecki miał być połączony z Mławą linią obsługiwaną przez Mławską Kolej Dojazdową, głównie dla celów turystycznych. Prace przy torowiskach jednak ustały i od połowy 2010 linia jest niezdatna do użytkowania.